# TOP OF THE POPS (桑田佳祐のアルバム)
『TOP OF THE POPS』（トップ・オブ・ザ・ポップス）は、桑田佳祐の2作目のベスト・アルバム。2002年11月27日にCDで発売。発売元はタイシタレーベル。
2016年2月26日にはダウンロード配信、2019年12月20日にはストリーミング配信を開始した。

## 背景
2002年9月にオリジナル・アルバム『ROCK AND ROLL HERO』が発売され、本作は“2002年アルバム第2弾”として発売された。前作のベスト・アルバム『フロム イエスタデイ』と同様に桑田佳祐名義だけではなく、KUWATA BANDやSUPER CHIMPANZEEなど桑田ソロ関連名義の楽曲が収録されている。

## 録音
同年発売されたオリジナル・アルバム『ROCK AND ROLL HERO』とは連作となっており、ジャケットには“ex ROCK AND ROLL HERO”の看板も見られる。そのため、同アルバムの楽曲は収録されていない。当初は2001年に発売したシングル曲を軸にしたオリジナル・アルバムを作ろうとしたが時間的な理由で実現しなかったことが語られている。また、桑田は「ロックとポップスという、この二つの音楽の対比を示せたら」といった考えがあったことを語っている。

## プロモーション
本作の初回出荷分（2002年11月27日から2003年5月31日までの期間にレコード店に出荷された枚数）の売り上げ収入および「奇跡の地球」「光の世界」「素敵な未来を見て欲しい」の印税は、桑田が積極的に参加しているチャリティー機関・アクト・アゲインスト・エイズ（AAA）により日本国内外での啓発活動、患者・感染者の社会的支援、ブックレット制作、一般寄付などに使用され、2003年12月のAAAイベントではその実績金額の報告を行った。

## 受賞歴
| 年     | 音楽賞                         | 結果                                      | 出典   |
| ------ | ------------------------------ | ----------------------------------------- | ------ |
| 2003年 | 第17回日本ゴールドディスク大賞 | ロック&ポップ・アルバム・オブ・ザ・イヤー | [ 10 ] |

## チャート成績
2002年12月9日付のオリコン週間アルバムランキングで初週96.1万枚を売り上げて、1位を獲得した。この初週売上は男性ソロアーティストの中で河村隆一の『Love』（102.1万枚）に次ぐ歴代2位を記録しているが、男性ソロのベスト・アルバムとしては歴代1位の初週売上である。翌週の12月16日付の同ランキングでも1位を獲得し、2週連続首位を記録した。
2006年4月までに累計166.4万枚（オリコン調べ）を売り上げ、男性ソロアーティストのアルバム累計売上として歴代4位を記録している。桑田のソロ名義では、シングル・アルバムを通して最大ヒット作品である。
本作のオリコンによる登場週数は81週である。

## 収録曲
タイトルは基本的に、オリジナル発売時の表記に従っている。
既発曲の解説は各収録作品を参照のこと。

### DISC 1
1. 波乗りジョニー (4:28)
（作詞・作曲・編曲：桑田佳祐 / 管編曲：山本拓夫 / 弦編曲：島健）
2001年発売の6枚目シングル。
2. 黄昏のサマー・ホリデイ (5:36)
（作詞・作曲・編曲：桑田佳祐 / 英語補作詞：岩本えり子 / 弦編曲：島健）
シングル「波乗りジョニー」カップリング曲。
3. 白い恋人達 (4:39)
（作詞・作曲・編曲：桑田佳祐 / 弦&管編曲：島健）
2001年発売の7枚目シングル。
4. 踊ろよベイビー1962 (3:19)
（作詞・作曲・編曲：桑田佳祐）
シングル「白い恋人達」カップリング曲。
5. 月 (4:44)
（作詞・作曲：桑田佳祐 / 編曲：桑田佳祐 & 小倉博和）
1994年発売の4枚目シングル。
6. 哀しみのプリズナー (4:15)
（作詞・作曲：桑田佳祐 / 編曲：桑田佳祐、藤井丈司、小林武史）
1988年発売の1枚目アルバム『Keisuke Kuwata』収録曲。
7. Blue 〜こんな夜には踊れない (4:49)
（作詞・作曲：桑田佳祐 / 編曲：桑田佳祐、藤井丈司、小林武史）
アルバム『Keisuke Kuwata』収録曲。
8. 悲しい気持ち (JUST A MAN IN LOVE) (3:54)
（作詞・作曲：桑田佳祐 / 編曲：桑田佳祐、藤井丈司、小林武史）
1987年発売のソロデビューシングル。
9. JOURNEY (5:32)
（作詞・作曲：桑田佳祐 / 編曲：桑田佳祐 & 小倉博和）
1994年発売の2枚目アルバム『孤独の太陽』収録曲。
10. 飛べないモスキート (MOSQUITO) (4:50)
（作詞・作曲：桑田佳祐 / 編曲：桑田佳祐 & 小倉博和）
アルバム『孤独の太陽 』収録曲。
11. 真夜中のダンディー (5:14)
（作詞・作曲：桑田佳祐 / 編曲：桑田佳祐 & 片山敦夫）
1993年発売の3枚目シングル。
12. 可愛いミーナ (5:24)
（作詞・作曲・編曲：桑田佳祐 / 弦編曲：島健）
シングル「東京」カップリング曲。
13. 素敵な未来を見て欲しい (4:25)
（作詞：桑田佳祐 & サザンオールスターズ応援団 / 作曲・編曲：桑田佳祐）
本作のために書き下ろされた新曲。ファンから『大切な人に送りたい言葉』を募集して製作された。そのため、作詞名義は「桑田佳祐&サザンオールスターズ応援団」である[6]。
本楽曲のレコーディングでは全ての楽器を桑田が演奏した[17]。DVD『桑田佳祐ビデオクリップス 2001〜2002 D.V.D. WONDER WEAR』には本楽曲の製作過程が収録されている。また当時のサザンのホームページでも公開された[18][19]。
ミュージック・ビデオも製作され、同DVDに収録された。

### DISC 2
1. MERRY X'MAS IN SUMMER (5:02)
（作詞：桑田佳祐 / 作曲・編曲：KUWATA BAND）
KUWATA BANDの2枚目シングル。
2. BAN BAN BAN (4:38)
（作詞・作曲：桑田佳祐 / 編曲：KUWATA BAND）
KUWATA BANDのデビューシングル。
3. スキップ・ビート (SKIPPED BEAT) (4:02)
（作詞・作曲：桑田佳祐 / 編曲：KUWATA BAND）
KUWATA BANDの3枚目シングル。
4. ONE DAY (4:00)
（作詞・作曲：桑田佳祐 / 編曲：KUWATA BAND）
KUWATA BANDの4枚目シングル。
5. 鏡 (3:11)
（作詞・作曲：桑田佳祐 / 編曲：桑田佳祐 & 小倉博和）
アルバム『孤独の太陽 』収録曲。
6. いつか何処かで (I FEEL THE ECHO) (5:19)
（作詞・作曲：桑田佳祐 / 編曲：桑田佳祐、小林武史、藤井丈司）
1988年発売の2枚目シングル。
7. 遠い街角 (The wanderin' street) (3:55)
（作詞・作曲：桑田佳祐 / 編曲：桑田佳祐、藤井丈司、小林武史）
8. 誰かの風の跡 (4:43)
（作詞・作曲：桑田佳祐 / 編曲：桑田佳祐、藤井丈司、小林武史）
アルバム『Keisuke Kuwata』収録曲。
9. クリといつまでも (4:26)
（作詞・作曲：桑田佳祐 / 編曲：SUPER CHIMPANZEE）
SUPER CHIMPANZEEのシングル。
10. 奇跡の地球 (4:50)
（作詞・作曲：桑田佳祐 / 英語補作詞：Tommy Snyder / 編曲：小林武史 & Mr.Children）
桑田佳祐&Mr.Childrenのチャリティーシングル。
11. 光の世界 (5:51)
（作詞・作曲：桑田佳祐 / 編曲：小林武史 & 桑田佳祐）
奥田民生とのコラボレーション[6]。元々は1993年のAct Against AIDSコンサートで桑田、奥田、奥居香（当時プリンセス プリンセス）、宮田和弥（JUN SKY WALKER(S)）の4人で歌唱された楽曲[20]。その後桑田と奥田のデュエットとしてレコーディングされたが、本作に収録されるまでこのテイクは陽の目を見ることはなかった[20]。
12. ヨイトマケの唄 (Live at パシフィコ横浜国立大ホール) (6:52)
（作詞・作曲：丸山明宏 / 編曲：桑田佳祐）
美輪明宏のカバー曲で、2000年に行われたAAAでのライブ音源[6]。
13. 祭りのあと (4:51)
（作詞・作曲：桑田佳祐 / 編曲：桑田佳祐 & 小倉博和）
1994年発売の5枚目シングル。

## 参加ミュージシャン
作品中でクレジットの記載はないが、新曲及び初CD化楽曲については、公式サイトでクレジットが公開されている。
既発曲に関しては、各収録作品を参照のこと。

### DISC 1
- 素敵な未来を見て欲しい
  - 桑田佳祐:Vocal, Guitar, Bass, Drums, Keyboard, Tambourine & Chorus

### DISC 2
- 光の世界
  - 桑田佳祐:Vocal
  - 奥田民生:Vocal
  - 小林武史:Keyboard
  - 小倉博和:Acoustic & Electric Guitar
  - 角谷仁宣:Computer Programming
- ヨイトマケの唄 (Live at パシフィコ横浜国立大ホール)
  - 桑田佳祐:Vocal, Guitar
  - 小倉博和:Guitar
  - 美久月千晴:Bass
  - 鎌田清:Drums
  - 片山敦夫:Keyboard
  - 深町栄:Keyboard
  - 三沢またろう:Percussion
  - 金原千恵子:Violin
  - 今野均:Violin
  - 古川原裕仁:Viola
  - 堀沢真己:Cello
  - 角谷仁宣:Computer Programming